# Meta dvojno izginjajoč ikozaeder
| Meta dvojno izginjajoči ikozaeder | Meta dvojno izginjajoči ikozaeder |
| --------------------------------- | --------------------------------- |
|                                   |                                   |
| Vrsta                             | Johnsonovo telo J61-J62-J63       |
| Stranske ploskve                  | 3x2+4 trikotnikov 2 petkotnika    |
| Robovi                            | 20                                |
| Oglišča                           | 10                                |
| Dualni polieder                   | -                                 |
| Simetrijska grupa                 | C2v                               |
| Konfiguracija oglišča             | 2(3.52) 2+4(33.5) 2(35)           |
| Značilnosti                       | konveksen                         |
| mreža telesa                      |                                   |

Meta dvojno izginjajoči ikozaeder je v geometriji eno izmed Johnsonovih teles (J62). Njegovo ime kaže tudi kako lahko nastane. Dobi se ga z odstranitvijo dveh petstranih piramid na pravilnem ikozaedru tako, da se zamenjata dve skupini trikotniških stranskih ploskev na ikozaedru z dvema sosednjima petkotnškima stranskima ploskvama. Če pase odstranita dve petstranski piramidi iz nesosednjih petkotnih stranskih ploskev, se dobi namesto tega petstrano antiprizmo.
Meta dvojno izginjajoči ikozaeder je v letu 1966 opisal in imenoval matematik Norman Johnson (rojen 1930).